# Даппинське сільське поселення
Даппи́нське сільське поселення (рос. Даппинское сельское поселение) — сільське поселення у складі Комсомольського району Хабаровського краю Росії.
Адміністративний центр та єдиний населений пункт — село Даппи.

## Населення
Населення сільського поселення становить 308 осіб (2019; 358 у 2010, 360 у 2002).